# Ludwik Stanisław Korotyński

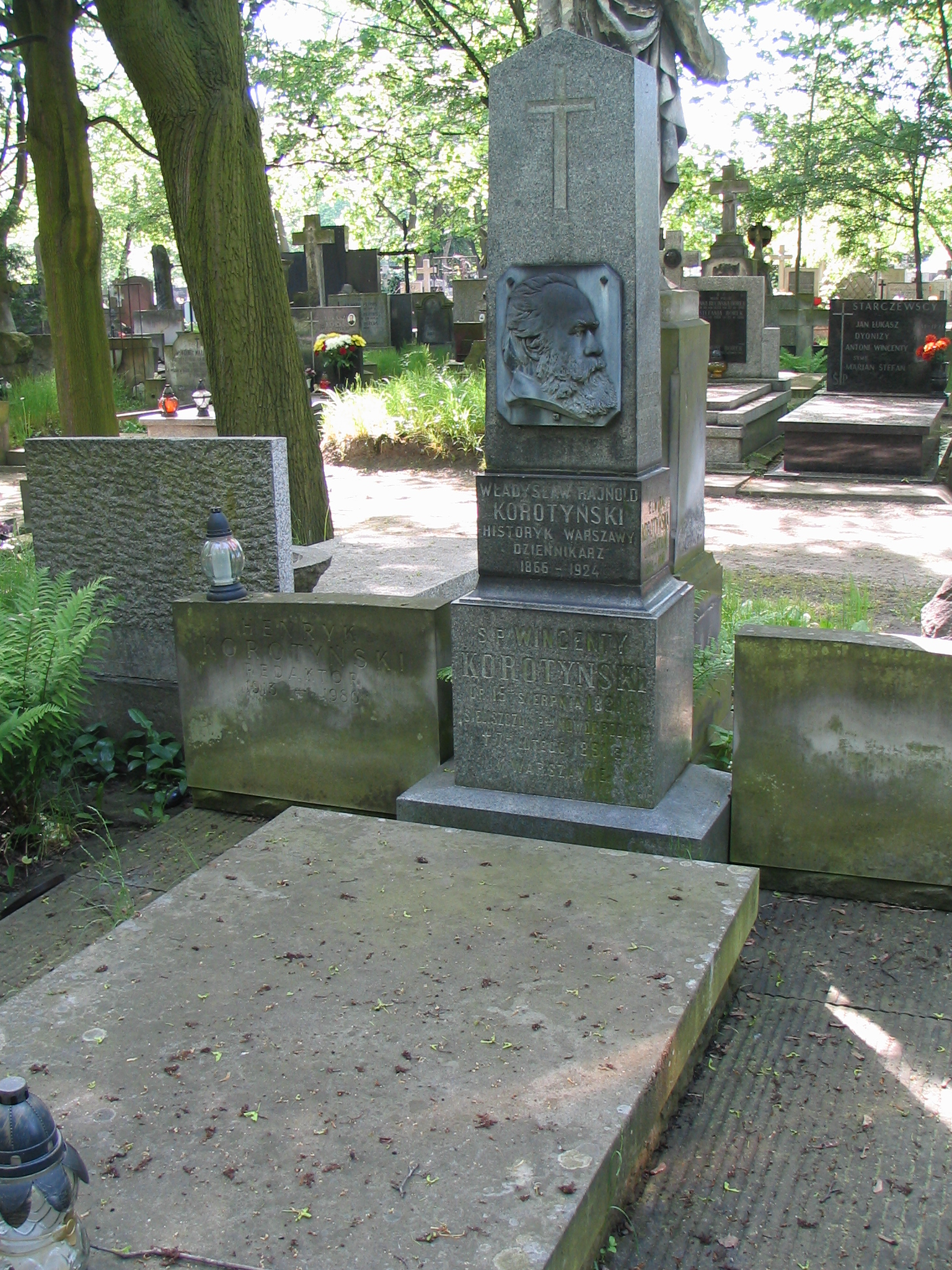
Grób Stanisława Ludwika Korotyńskiego na cmentarzu Powązkowskim

Ludwik Stanisław Korotyński (ur. 12 maja 1860 w Wilnie, zm. 28 lipca 1919 w Aleksandrowie Kujawskim) – polski pisarz i dziennikarz.
Syn Wincentego, brat Władysława Rajnolda i Brunona Wincentego.
Ukończył studia na wydziale historyczno-filologicznym Cesarskiego Uniwersytetu Warszawskiego w 1883, a następnie jako nauczyciel przebywał w południowej Francji, na Ukrainie i Wołyniu oraz w Wyższym Wołoczku guberni twerskiej, aż do 1890, kiedy na stałe osiadł w Warszawie. Od czasów uniwersyteckich do 1893 współpracował z "Gazetą Warszawską", także z "Tygodnikiem Powszechnym". Pracował później w "Tygodniku Ilustrowanym", w "Wiśle" (której był przez lat kilka do 1899 współredaktorem), nowym "Słowniku języka polskiego", oraz encyklopedii Orgelbranda.
Osobno wyszły jego: "Słów kilka o grafice, pisowni i czystości języka polskiego" (w "Roczniku zbiorowym prac naukowych" studentów warszawskich, Warszawa, 1882), oraz objaśnienia polskie do "Tabulae, Qllibus antiquitates graecae et romanae illustrantur" Stefana Cybulskiego (Lwów, 1894). W "Tygodniku Powszechnym" umieścił obszerniejszą pracę o Jarosławie Vrchlickim (1883); w "Życiu" – o Leonardzie Sowińskim (1888); w "Świcie" (1885) – "Kobieta w domu i społeczeństwie" (według B. Lorkovicia); w "Tygodniku Ilustrowanym" – "Grób i kolebka Syrokomli"; w księdze pamiątkowej mickiewiczowskiej oraz w "Prawdzie" (wyd. na jubileusz Świętochowskiego) – o Lelewelu: "Piętnastoletni Joachim Lelewel jako pierwszy zbieracz piosnek ludu w r. 1801"; w "Kronice Rodzinnej" (pod redakcją Janickiego) i wydawnictwie "Sami sobie" – wyjątki z łacińskiego pamiętnika Mikołaja Malinowskiego; w Encyklopedii Orgelbranda: "Arjowie", "Działyńscy", "Dzieduszyccy", "Elementarz", "Elżbiety (królowe polskie)" i in. Przełożył z Gautiera "Cuda braminizmu" ("Romans i powieść", 1883) oraz kilka nowel Guy de Maupassanta.
W roku 1900 Korotyński był w pięcioosobowym jury złożonym z członków redakcji Słownika Polskiego (obok Karłowicza, Kryńskiego, Niedźwiedzkiego i Taczanowskiego), które podczas pierwszej warszawskiej wystawy kart pocztowych wybrało spośród 300 propozycji na polską nazwę tego nowego wówczas pocztowego obiektu pięć ich zdaniem najodpowiedniejszych; uczestnicy wystawy z tych pięciu wybrali nazwę "pocztówka", która przyjęła się w języku polskim i stosowana jest powszechnie do dziś. 
Został pochowany w grobie rodzinnym na cmentarzu Stare Powązki w Warszawie (kw. 62, rząd 5, grób 14/15).